# Leone Acciaiuoli
Leone Acciaiuoli fou cavaller aurat de Florència, membre de la magistratura dels XIV bonshomes (creada el 1280 pel cardenal Malabranca Orsini) i capità del poble de Pistoia el 1296. Pertanyia a la família dels Acciaiuoli. Va morir a Florència el 1300.